# Сага о Торстейне Битом
Сага о Торстейне Битом (исл. Þorsteins saga stangarhöggs) — одна из саг об исландцах, относящаяся к циклу саг восточной четверти. Была написана примерно в 1250—1275 годах, сохранилась в составе рукописей XV века. Исследователи отмечают мастерство, с которой она была рассказана. «Сага о Торстейне Битом» — самое короткое из произведений этого жанра. Описанные в ней события происходили приблизительно в 1000 году.
Главный герой саги — Торстейн, сын бонда Торарина из Солнечной Долины, сильный, но добродушный человек. Однажды во время боя молодых коней работник с соседней усадьбы по имени Торд ударил Торстейна шестом. Тот никак не отреагировал на удар и получил из-за этого прозвище Битый. Спустя полгода, когда об этой истории узнал Торарин, Торстейн потребовал у Торда выкуп за удар, а получив отказ, зарубил его. Торстейна объявили вне закона, но он остался дома. Позже Бьярни, владелец хутора, на котором работал Торд, отправил за головой Торстейна ещё двух своих людей, но они тоже погибли. Тогда Бьярни сам отправился в Солнечную Долину и вызвал Торстейна на поединок. Герои долго сражались, но ни один из них не мог победить другого. В итоге Торстейн согласился принести клятву на верность Бьярни.
В последней главе саги рассказывается о потомках Бьярни, среди которых были представители многих знатных родов Исландии. В их числе епископ Магнус Эйнарссон и Стурлунги.